# Еліс Рінген
Еліс Рінген (норв. Elise Ringen, 21 листопада 1989) — норвезька біатлоністка, чемпіонка Європи в спринті 2008 року, бронзова призерка чемпіонату світу з біатлону 2012 року. Має сестру-близнючку Аду, теж біатлоністку.

## Виступи на чемпіонатах світу
| Рік  | Місце проведення | Інд | Спр | Пр | МС | Ест | ЗМ |
| 2012 | Рупольдінг       | 71  | 14  | 21 | 22 | 3   |    |

## Виступи на Чемпіонатах Європи
| Рік  | Місце проведення     | ІН | СП | ПЕ | МС | ЕС |
| ---- | -------------------- | -- | -- | -- | -- | -- |
| 2008 | Нове Место-на-Мораві | 1  | 20 | 15 | —  | 3  |

## Виступи на Чемпіонатах світу серед юніорів
| Рік  | Місце проведення | ІН | СП | ПЕ  | МС | ЕС |
| ---- | ---------------- | -- | -- | --- | -- | -- |
| 2007 | Валь-Мартелло    | 9  | 7  | 4   | —  | —  |
| 2008 | Рупольдінг       | 4  | 2  | 3   | —  | 2  |
| 2009 | Канмор           | 10 | 12 | DNS | —  | —  |

## Загальний залік Кубку світу
- 2011–2012 — 26-е місце (327 балів)
- 2012–2013 — 88-е місце (8 балів)

## Статистика стрільби
| № п/п | Сезон     | Загальна        | Індивідуальна гонка | Спринт        | Гонка переслідування | Мас-старт      | Естафета      |
| ----- | --------- | --------------- | ------------------- | ------------- | -------------------- | -------------- | ------------- |
| 1     | 2007-2008 | 70,0% (21/30)   | 0,0% (0/0)          | 70,0% (7/10)  | 75,0% (15/20)        | 0,0% (0/0)     | 0,0% (0/0)    |
| 2     | 2008-2009 | 73,3% (22/30)   | 75,0% (15/20)       | 70,0% (7/10)  | 0,0% (0/0)           | 0,0% (0/0)     | 0,0% (0/0)    |
| 3     | 2011-2012 | 73,6% (326/443) | 66,7% (40/60)       | 71,1% (64/90) | 77,9% (109/140)      | 74,0% (74/100) | 73,6% (39/53) |
| 4     | 2012-2013 | 75,0% (45/60)   | 80,0% (16/20)       | 70,0% (14/20) | 75,0% (15/20)        | 0,0% (0/0)     | 0,0% (0/0)    |